# 真主黨總部
真主黨中央總部（阿拉伯语：‎），也被稱為安全區或安全廣場，有時稱為真主黨堡壘，是位於黎巴嫩貝魯特的南郊達希耶哈雷特赫賴克的高度設防區域，是真主黨的中央指揮與領導基地，並設有多個行政、軍事及後勤設施。該區域包括哈雷特赫賴克、安阿卜德和魯韋斯等社區。
2024年9月27日，以色列空軍對真主黨總部發動空襲，目標是真主黨總書記哈桑·納斯魯拉，投下超過80枚炸彈，總部被徹底摧毀。以色列國防軍和真主黨次日皆確認納斯魯拉之死。真主黨南方前線指揮官阿里·加拉奇以及伊朗准將阿巴斯·尼爾福魯尚和多名真主黨高級指揮官也在該空襲中被擊斃。

## 真主黨「總部」與「堡壘」的區別
真主黨的「總部」指的是位於達希耶的中央指揮與行政辦公設施，而「堡壘」則是一個更廣泛的概念，指的是真主黨在黎巴嫩其他地區，特別是南黎巴嫩省和貝卡谷地內的據點，這些地區是其影響力強大且擁有社區支持的地區。